# 内海州史

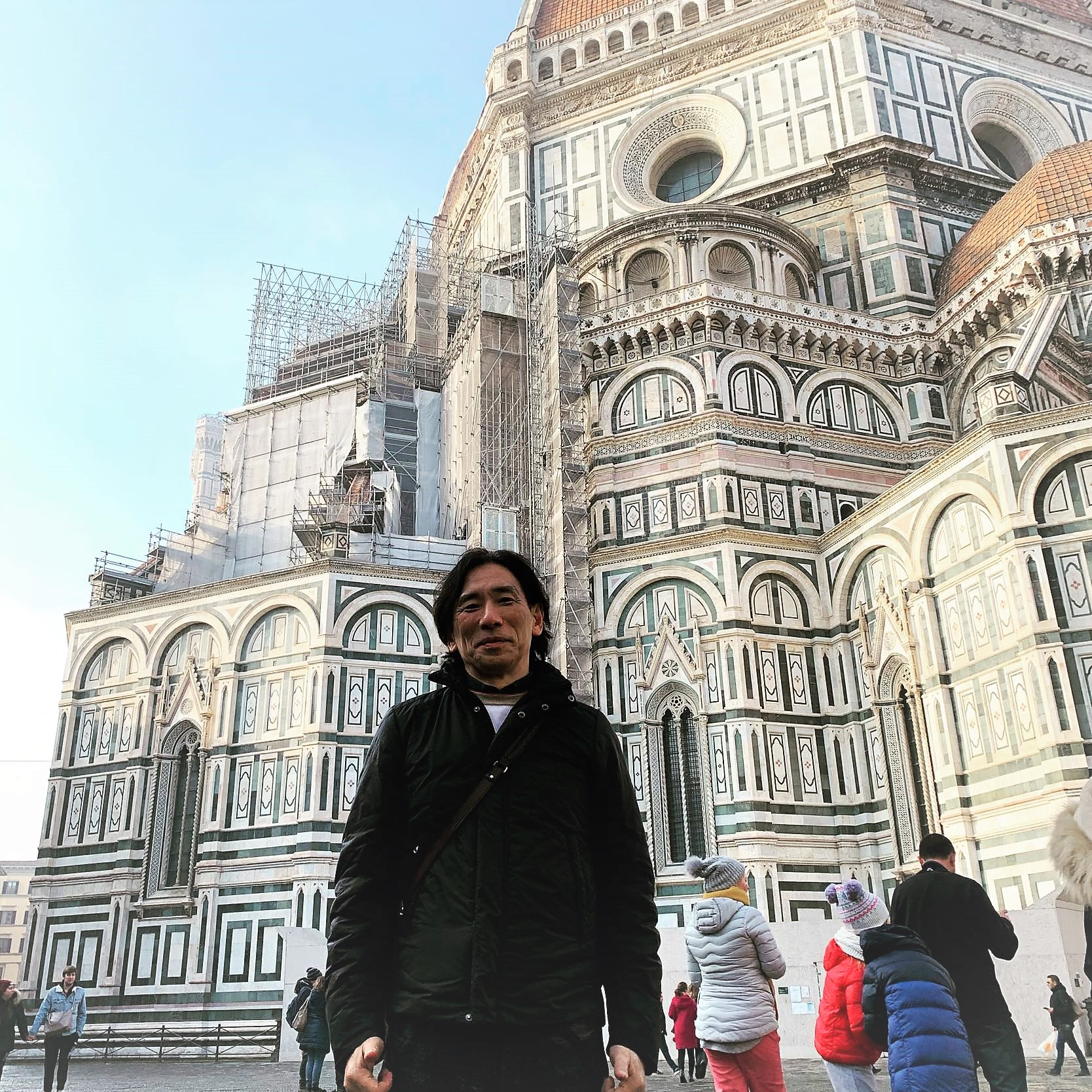
内海州史（イタリアにて／2020年撮影）

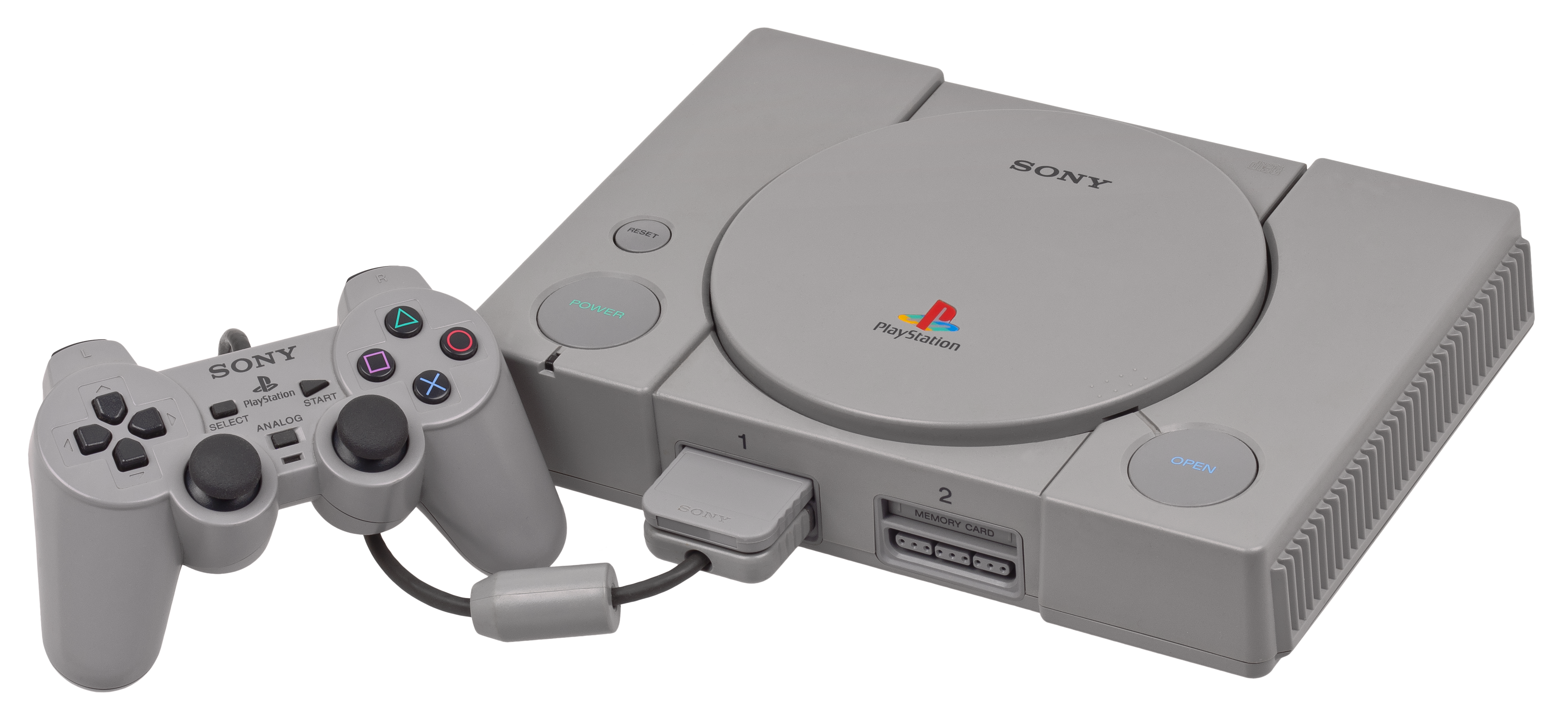
立ち上げに携わったPlayStation

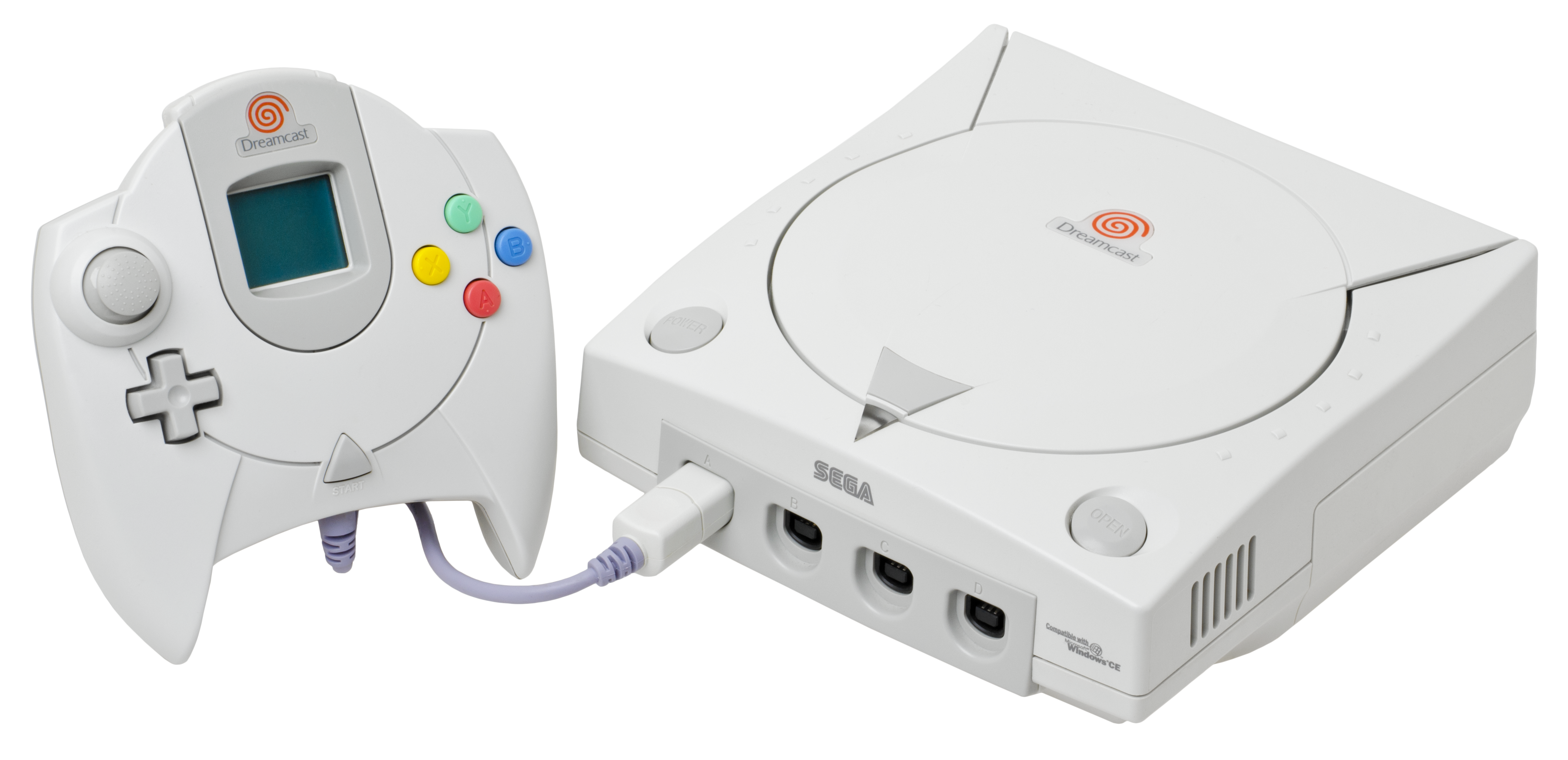
立ち上げに携わったドリームキャスト

内海 州史（うつみ しゅうじ、1961年4月19日 - ）は、日本の実業家、ゲームプロデューサー、セガ代表取締役社長COOである。ソニーでPlayStation、セガではドリームキャストの立ち上げに関わる。ディズニー・インタラクティブ・アジア社長、キューエンタテインメント設立者・最高経営責任者、ワーナーミュージック・ジャパン社長、サイバード社長、ウェーブマスター社長等を歴任。ペンシルベニア大学ウォートン・スクールMBA(経営学修士)取得。一橋大学経済学部卒業。福岡県福岡市出身。
なおキューエンタテインメント時代のみ内海 州人と名乗っていた。

## 経歴
福岡県福岡市出まれ。母親が家でバレエ教室を開いていた影響で、幼い頃からクラシック音楽や、舞台芸術・エンターテインメントに触れて育つ。武蔵高等学校時代は時間ができると池袋の映画館へ行くほど洋画好きで、この頃年間50～60本は洋画を見ていたという。一橋大学経済学部を卒業。大学在学中、AIESECの活動で各務洋子、岡俊子とブダペストでインターンシップに参加した。
1986年（昭和61年）ソニー株式会社に入社。マーケティング部署を志望していたが、配属されたのは管理部門の本社経営企画室で、そこで国内外連結子会社の業績管理を務める。また同社の海外留学制度を利用しペンシルベニア大学ウォートン・スクールに入学、1991年（平成5年）に卒業、MBA(経営学修士)を取得する。帰国後、いくつかのエンターテインメント関連のビジネス管理、調整役として働く中で、ゲーム機PlayStationのプロジェクト、そしてソニー・コンピュータエンタテインメントの立ち上げに深く関わることになる。1994年（平成6年）同法人のヴァイスプレジデントに就任する。1996年（平成8年）入交昭一郎に誘われてセガのアメリカ法人であるセガ・オブ・アメリカに転職、取締役シニア・バイス・プレジデントに就任する。セガコンシューマーソフト事業部副事業部長等も務め、ドリームキャストや同機向け各種ネットワークゲーム、『サクラ大戦』『スペースチャンネル5』などを手掛ける。
2000年（平成12年）ディズニー・インタラクティブ社のアジア太平洋代表に就任。『キングダム ハーツ』にはディズニー側のプロデューサーとして関わる。
2003年（平成15年）キューエンタテインメントを水口哲也と共に設立し、CEO（最高経営責任者）に就任。同社で最初に手掛けた『ルミネス』及び『メテオス』が、アメリカのゲームレビューサイトMetacriticでそれぞれのプラットフォームの1位となり、注目を集める。
2014年（平成16年）株式会社ワーナーミュージック・ジャパン代表取締役社長に就任。
2016年（平成28年）株式会社ユーキャスト・ラボ代表取締役社長及び、ライオンズフィルム株式会社特別顧問就任。同年、ターンアラウンド・マネジャー（事業再生・立て直し）として、株式会社サイバード代表取締役社長に就任。運営の選定とイケメンシリーズの強化、グローバル化を行い、就任して2年強でアエリアに売却。100％譲渡（完全子会社化）し、約70億円を取得。PMI（経営統合）して退社した。
2019年（令和元年）セガサミーホールディングスで、上席執行役員としてライブエンタテインメント、及びオープンイノベーションを担当して、ウェーブマスター代表取締役社長を兼務。
2020年（令和2年）セガ取締役 CSO（Chief Strategy Officer）に就任。
2021年（令和3年）セガ取締役副社長 ゲームコンテンツ＆サービス事業本部長兼編成局長に就任し、セガ札幌スタジオ会長を兼務。
2023年（令和5年）セガ代表取締役副社長に就任。2024年（令和6年）にセガ代表取締役社長執行役員COOに就任。

## 人物
- コーエーテクモホールディングス社長やセガCOOを歴任した松原健二（現・SNK CEO(最高経営責任者)）は中学・高校の同級生[18]。松原は「内海はまわりと打ち解けるのが早い。一瞬で人を惹きつける。外国人ともあっという間に仲良くなってしまう。日本人離れしている」と話す[18]。
- 学生時代はバレーボール部に所属[18]。
- 好きな言葉は「It is so lucky to be just alive. 」「旅は少年を大人にし、大人を少年にする」「踊る阿呆に見る阿呆、同じ阿呆なら踊らにゃそんそん」[1]

## プロデュース

### 映画
- 『ソニック・ザ・ムービー/ソニック VS ナックルズ』（2022年夏公開） - 製作総指揮
- 『アウトラン』（未定） - 製作総指揮[19][20]

### アニメ
- 『イケメン戦国◆時をかける恋』 - 企画